# Szárnykürt
A szárnykürt a tölcséres fúvókájú, más néven rézfúvós hangszerek közé tartozik. Eredetileg egy bő méretezésű, kúpos furatú katonai jelzőkürt, mai változata szelepekkel van ellátva. Kinézete, játékmódja hasonlít a trombitához, de hangja lágyabb, kürtszerűbb. A szárnykürt (szárnykürtök, jelzőkürtök, szaxkürtök) egy hangszercsalád névadója is, amelynek egyben szoprán hangfekvésű tagja. A fúvószenekarok dallamjátszó hangszere, a dzsessz-muzsikusok kedvelt instrumentuma.

## Leírása
A szárnykürt egy változó keresztmetszetű, többszörösen meghajlított csőből áll, melynek egyik végén helyezkedik el a fúvóka, a másik végén tölcsérszerűen kiszélesedik. Anyaga sárgaréz, vagy más rézötvözet. A trombitához hasonló szelepekkel van ellátva, de ezek szinte rögtön a fúvóka után vannak beiktatva. A trombitánál és a kornettnél is bővebb menzúrájú, és szinte egész hosszában kúpos csőformája van, így hangja lágyabb, kerekebb, mint azoké. B hangolású.

## Megszólaltatása
A többi tölcséres fúvókájú hangszerhez hasonlóan a szárnykürt elsődleges hangforrása a játékos fúvókához szorított ajkainak rezgése, amely a cső levegőoszlopának különböző rezonanciáit, felhangjait képes megszólaltatni. A rezonanciasor alaphangja, a pedálhang nem használatos, csak a 2. – 8. részhang, vagyis a hangszert a felhangsor harmadik oktávjáig lehet átfújni. A legtöbb szelepes rézfúvós hangszerhez hasonlóan az első szelep egy egészhanggal, a második félhanggal, a harmadik kisterccel mélyíti a hangszer alaphangját. Ezek kombinációi teszik lehetővé a felhangsor hangjai közötti űr kitöltését. A szárnykürt hangolása, játékmódja megfelel a trombitáénak, de elsősorban a mélyebb és közepes hangfekvéseit szólaltatják meg. Fúvókája átmenetet képez a trombita csészeformájú, és a kürt tölcsérszerű fúvókája között. A dzsesszben a trombitások gyakran váltóhangszernek használják.

## Története

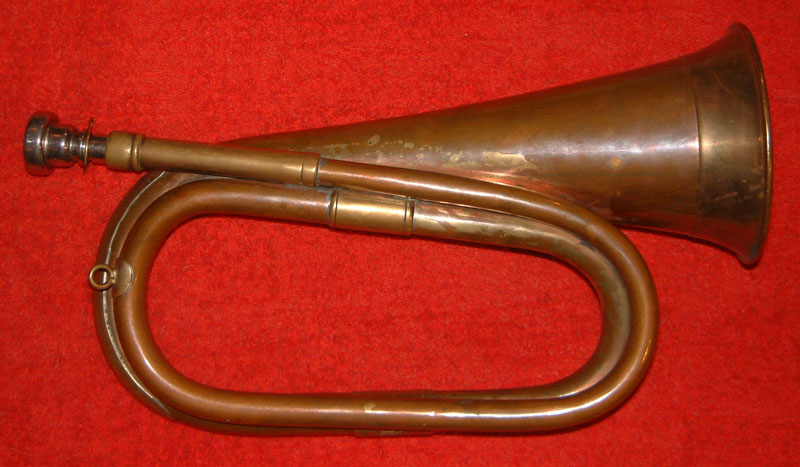
Katonai jelzőkürt

A szárnykürt a katonaságnál hagyományosan a gyalogság jelzőhangszere volt, míg a lovasságé a natúrtrombita. A szárnykürt trombitaformájú változatát 1810 körül a fafúvós hangszerekhez hasonló hanglyukakkal, billentyűkkel látták el, hogy fanfárszerű szignálok mellett dallamot is lehessen rajta játszani. E hangszerek alaphangja a C vagy B trombita, illetve az F vagy Esz trombita fölött egy oktávval volt. A billentyűs szárnykürt csak a katonaság köreiben volt használatos, de egy hasonló elven működő basszus jelzőkürtféleség, az ophikleid a szerpent utódaként fontos szerepet töltött be a 19. századi zenekarokban a tuba elterjedéséig. Az 1820-as évektől Ausztriában kezdtek a szárnykürtön szelepeket alkalmazni, így a kornetthez hasonló, annál kissé bővebb méretezésű C vagy B hangolású hangszer jött létre. Hamarosan megjelentek mélyebb változatai is, az F vagy Esz hangolású altkürt, később a B vagy C hangolású tenorkürt, melyet basszusszárnykürtnek is neveznek. Ez utóbbiak néha szintén trombitaformájúak, de jellemzőbb a függőleges vagy ovális forma. 1845-ben e hangszereket Adolphe Sax belga hangszerkészítő szaxkürtök néven szabadalmaztatott hangszercsaládjába integrálta.

## Szárnykürtön játszanak
- Miles Davis
- Boban Marković
- a Blood, Sweat & Tears több tagja

## Külső hivatkozások
- Segítség szárnykürt vásárlásához angolul